# 형사 이야기 (1951년 영화)
《형사 이야기》(영어: Detective Story)는 1951년 개봉한 미국의 누아르 영화이다. 윌리엄 와일러가 감독을 맡았으며, 시드니 킹슬리의 동명 희곡이 영화의 원작이다.